# Хайнрих XV (Шварцбург-Лойтенберг)
Хайнрих XV фон Шварцбург-Лойтенберг (на немски: Heinrich XV von Schwarzburg-Leutenberg; * ок. 1358; † 1402) е граф на Шварцбург-Лойтенберг (1362 – 1402). Образува линията „Шварцбург-Лойтенберг“.
Той е единственият син на Хайнрих IX фон Шварцбург († 1358/1360) и втората му съпруга Хелена фон Нюрнберг († пр. 1374), вдовица на граф Ото V (VII/VIII) фон Ваймар-Орламюнде († 1334), дъщеря на бургграф Фридрих IV фон Нюрнберг († 1332) и Маргарета от Каринтия († 1348).
По-малък полубрат е на Герхард I († 1400), епископ на Наумбург (1366 – 1372) и Вюрцбург (1372 – 1400), Гюнтер XXII († 1362), граф на Шварцбург, Гюнтер XXIII фон Шварцбург († 1365), каноник в Рендсбург и Мерзебург, Хайнрих († 1371), каноник в Ратисбон, Гюнтер XXVII († 1397), граф на Шварцбург, (1382 – 1297) и Матилда († 1383), абатиса на манастир Илм.
Лойтенберг става постоянна резиденция. Той умира през 1402 г. и е погребан в манастир Илм. През 1564 г. линията Лойтенберг измира и собствеността отива на още съществуващата линия Шварцбург-Рудолщат.

## Фамилия
Хайнрих XV се жени ок. 1373 г. за Анна фон Плауен-Ройс († сл. 26 октомври 1412), дъщеря на Хайнрих VI 'Млади', господар и фогт цу Плауен († 1368/1369/1370) и Лукарда фон Кранихфелд († 1376).
 Те имат децата:
- Хайнрих XXII фон Шварцбург-Лойтенберг/XII (* 1375; † 1438), господар на Шварцбург-Лойтенберг (1402 – 1438), женен за графиня Елизабет фон Ваймар-Орламюнде († сл. 15 юни 1449)
- Агнес († сл. 16 октомври 1435), омъжена сл. март 1400 г. за граф Лудвиг XI фон Ринек († 1408), II. на 9 август 1414 г. за граф Бернард IV фон Регенщайн-Бланкенбург († 1422/1423)
- Албрехт I († 15 юли 1421), капитулар в Кьолн и Вюрцбург
- Гюнтер XXXI/XXXIV († сл. 10 октомври 1445), архдякон във Вюрцбург, приор в Св. Нихолас в Стендал
- Зигхард († сл. 31 август 1434), капитулар в Айхщет и Вюрцбург
- Ханс († сл. 1436), в Тевтонския орден в Грунхоф
- Зигфрид († сл. 1472), в Тевтонския орден в Балга
- Хелена († сл. 1401), монахиня в манастир Илм
- Вилбург († сл. 2 май 1426), омъжена I. сл. 22 юли 1422 г. за Фридрих II фон Хайдек, господар на Хайдек-Лихтенау, майор на Нюрнберг († 1423), II. на 23 октомври 1424 г. за Хайнрих VIII фон Гера-Бургк-Райхенфелс († 1426 в битката при Аусиг)